# راویندرا پرابات
راویندرا پرابات (انگلیسی: Ravindra Prabhat؛ زاده ۵ آوریل ۱۹۶۹) یک نویسنده و روزنامه‌نگار اهل هند است.